# Stefano Scaini

Stefano Scaini (Udine, 4 maggio 1983) è un mezzofondista, maratoneta e fondista di corsa in montagna italiano.

## Biografia
Ha vinto una medaglia di Bronzo ai Campionati Europei Juniores di cross a Thun (Svizzera) nel 2001 e due Ori Mondiali ai Campionati Mondiali Juniores di corsa in montagna nel 2001e nel 2002. Nel 2003 si è classificato 5º ai Campionati Europei U-23 sui 5000 m.
È un atleta eclettico, al punto di competere su più distanze, dai 1500 metri piani alla maratona e sia in pista che nella corsa campestre. La sua attività parte dalle categorie giovanili negli anni 1996-1998 con i Giochi della Gioventù, vincendo il titolo italiano scolastico con l'Istituto Manzoni di Udine. Da lì a poco, attraverso le gare domenicali su strada, dimostrò grandi capacità, facendosi notare dal G.S. Olindo Piccinato di Brugnera. Vinse in breve tempo tutti i titoli regionali del mezzofondo in pista, campestre e strada. Nel 2000 vinse il cross del Campaccio categorie Allievi, meritando la prima convocazione in nazionale per i Campionati Mondiali di campestre a Marrakech, dove si classificò 13º. In quel periodo, insieme al fratello gemello Federico e ai compagni di squadra Redolfi e De Biasio, conquistò diversi allori di società.
Lo stesso anno, a Grosseto, vinse il titolo italiano sui 3000 m in pista col tempo di 8'35".
Nella categoria U-20 dimostrò il suo vero talento, imponendosi su tutte le distanze del mezzofondo e su tutti i tipi di terreno. Storica la medaglia di bronzo vinta ai Campionati Europei di cross (Thun 2001) alle spalle di Vasyl' Matvijčuk e Mo Farah. Pochi mesi prima vinse il titolo mondiale ai campionati del mondo di corsa in montagna 2001 nell'edizione italiana di Arta Terme.
L'anno successivo riconfermò il titolo, ai campionati del mondo di corsa in montagna 2002 ad Innsbruck, e corse la mezzamaratona del campionato italiano in 64'49", seconda prestazione di tutti i tempi dopo Francesco Panetta. A dicembre, a Medolino, si riconfermò tra migliori d'Europa nella corsa campestre, giungendo 5º al traguardo, dopo una gara combattuta, persa nel finale.
Nella stagione invernale 2003, al primo anno di categoria assoluta, vinse l'argento al campionato Italiano di cross corto. In estate si aggiudicò la finale ai Campionati Europei U-23 di Bydgoszcz classificandosi 5º in volata con il solito Mo Farah.
Nel 2004 vinse il titolo Italiano sui 1500 m e 5000 m. Poco dopo vinse il triangolare Inghilterra-Spagna-Italia a Manchester sui 3000 m in 8'07" con una volata sull'inglese Limoncello (ultimi 1000 m in 2'27").
Negli anni successivi si confermò sempre come uno dei migliori crossisti italiani, facendo vincere al suo team, le Fiamme Gialle, tutti i titoli nazionali di società.
Nel 2010, dopo aver vinto l'ennesimo titolo si squadra (4º classificato cross corto, a Volpiano), fuori dal podio al campionato italiano sui 10 km strada con 29'40" (vinto da Baldini, Pordenone), ha vestito la maglia azzurra ai campionati europei di corsa campestre ad Albufeira.
Lo stesso anno le Fiamme Gialle hanno deciso di non riconfermarlo, senza spiegazioni, così  astato ccolto dal team civile Running Club Futura Roma.
Nel 2011 si dè imostra tosempre come uno dei migliori italiani del fondo, confermandosi con l'ennesimo titolo italiano sui 10 km strada a Lucca con il tempo di 29'30". Lo stesso anno dha ebutta tosulla distanza di maratona in 2h16'48" a Treviso.
L'anno successivo, il 2012, vha inctol'argento al campionato italiano di corsa campestre a Pergine Valsugana e il bronzo al campionato italiano di mezzamaratona in 64'04" alla Roma-Ostia. A fine stagione rha iprova to a maratona, correndo in solitaria la distanza in 2h16'20" la Turin mMrathon,  lassificatndosiasettimo
La drilevanzadelle prestazioni fofferteda Scaini sotadal fatto di non essere un professionista, ma di essere un atleta per diletto,ema ccellente nei risultati come un atleta professionista.
Nel luglio 2013 è stato il primo atleta a firmare il "contratto etico" proposto dall'associazione Bavisela.
È sposato con la maratoneta italiana Anna Incerti, miglior italiana e campionessa europea a Barcellona nel 2010. Il 16 maggio 2013 è nata la loro prima figlia Martina. Nel 2015 è passato alla società G.P. Alpi Apuane.
Ha conseguito la laurea in Scienze Motorie presso l'Università degli Studi di Udine, completando poi nel 2016 la laurea magistrale in Scienza dello Sport, sempre presso l'ateneo udinese, con il quale pubblica una ricerca per lo European Journal of Sport Science.
Dal 2019 è docente a contratto presso la stessa Università.
Dal 2014 organizza eventi sportivi nel Nord-Est d'Italia.
Dal 2020 è Direttore Sportivo della Nat

## Palmarès
- Oro ai Campionati del mondo di corsa in montagna 2001, categoria Juniores, Arta Terme (Italia)
- Oro ai Campionati del mondo di corsa in montagna 2002, categoria Juniores, Innsbruck (Austria)
- Bronzo ai Campionati Europei di cross, Thun (Svizzera) 2001

## Campionati nazionali
2001
- Bronzo ai campionati italiani juniores, 5000 m - 14'46"24

2002
- 29º ai campionati italiani di maratonina - 1h04'49"
- Argento ai campionati italiani juniores, 5000 m - 14'53"81

2003
- 40º ai campionati italiani di maratonina - 1h06'21"
- 10º ai campionati italiani assoluti, 10000 m - 29'59"15
- Argento ai campionati italiani promesse, 1500 m - 3'47"52

2004
- 5º ai campionati italiani assoluti, 5000 m - 13'59"88
- 11º ai campionati italiani assoluti, 1500 m - 3'55"89
- Oro ai campionati italiani promesse, 5000 m - 14'19"87
- Oro ai campionati italiani promesse, 1500 m - 3'50"86

2006
- 9º ai campionati italiani assoluti, 1500 m - 3'50"13

2007
- Bronzo ai campionati italiani assoluti, 5000 m - 14'14"75

2013
- 17º ai campionati italiani di corsa su strada, 10 km - 30'20"

2015
- 28º ai campionati italiani di maratonina - 1h08'05"

2016
- 28º ai campionati italiani di corsa su strada, 10 km - 30'56"

## Altre competizioni internazionali
2002
- 16º alla BOclassic ( Bolzano) - 30'08"

2003
- 24º al Giro Podistico di Arco ( Arco) - 31'59"

2008
- 6º alla Mezza maratona di Udine ( Udine) - 1h04'14"
- 5º al Cross della Vallagarina ( Villa Lagarina) - 26'35"

2009
- 15º alla Mezza maratona di Udine ( Udine) - 1h06'40"
- 17º al Giro al Sas ( Trento) - 31'17"

2010
- 18º al Giro al Sas ( Trento) - 30'13"
- 10º al Memorial Peppe Greco ( Scicli) - 31'11"

2011
- 48º alla Maratona di Berlino ( Berlino) - 2h25'46"
- 6º alla Maratona di Treviso ( Treviso) - 2h16'48"
- 18º alla Mezza maratona di Cremona ( Cremona) - 1h05'35"
- 13º al Giro al Sas ( Trento) - 30'14"
- 34º alla Great Manchester Run ( Manchester) - 30'32"
- 58º alla Corrida Pédestre Internationale de Houilles ( Houilles) - 32'09"

2012
- 7º alla Maratona di Torino ( Torino) - 2h16'26"
- 17º alla Roma-Ostia ( Roma) - 1h04'14"
- Bronzo alla Mezza maratona di Trieste ( Trieste) - 1h04'37"
- 8º al Giro podistico internazionale di Castelbuono ( Castelbuono) - 31'55"
- 20º alla BOclassic ( Bolzano) - 31'57"
- 14º al Giro al Sas ( Trento) - 29'58"
- 11º alla Great Manchester Run ( Manchester) - 29'38"

2013
- 6º alla Maratona di Torino ( Torino) - 2h17'25"
- Bronzo alla Maratona di Trieste ( Trieste) - 2h28'57"
- 21º alla Mezza maratona di Cremona ( Cremona) - 1h06'07"
- 17º alla BOclassic ( Bolzano) - 31'01"
- 10º al Memorial Peppe Greco ( Scicli) - 30'30"

2014
- Oro alla Mezza maratona di Trieste ( Trieste) - 1h06'05"
- 10º alla Giulietta & Romeo Half Marathon ( Verona) - 1h04'37"

2015
- 12º alla Mezza maratona di Udine ( Udine) - 1h07'11"

2017
- 8º alla Milano Marathon ( Milano) - 2h30'11"